# 克萊頓 (密西西比州)
克萊頓（英語：Clayton）是位於美國密西西比州蒂尼卡縣的非建制地區。

## 歷史
克萊頓的郵局於1886年設立，其後於1953年停運。

## 地理
克萊頓所處的海拔為高於海平面59米（即194英呎），而該地所採用的時區為UTC-6，即北美中部時區（CST）。同時該地設有夏令時間，為UTC-6調快一小時，即UTC-5（CDT）。